# Armbryterskan från Ensamheten
Armbryterskan från Ensamheten är en svensk dokumentärfilm från 2004.
Filmen handlar om den då fyrfaldiga världsmästarinnan i armbrytning, Heidi Andersson, som kommer från byn Ensamheten i Storumans kommun.
Filmen hade biopremiär den 1 oktober 2004 i Vilhelmina, Umeå, Stockholm och Göteborg. Filmen är 78 minuter lång och regisserades av Lisa Munthe och Helen Ahlsson.

### Fotnoter
1. ↑  ”Armbryterskan från Ensamheten”. Svensk filmdatabas. 1 oktober 2004. http://www.sfi.se/sv/svensk-filmdatabas/Item/?itemid=57342&type=MOVIE&iv=Shows. Läst 16 januari 2017.